# Osos de Manatí
Gli Osos de Manatí sono una società cestistica avente sede a Manatí, Porto Rico. Fondati nel 2015, hanno giocato nel campionato portoricano fino al 2017, anno in cui sono stati rilocati a Fajardo. Hanno ripreso l'attività cambiando denominazione.
Disputano le partite interne nel José Miguel Agrelot Coliseum, che ha una capacità di 18.500 spettatori.